# Darnac
Darnac korábbi község Franciaország Új-Aquitania régiójában, Haute-Vienne megyében. 2019. január 1-jén három másik korábbi községgel egyesült és az így létrejött Val-d’Oire-et-Gartempe új község része lett.
Lakosainak száma 377 fő (2018. január 1.). Darnac Thiat, Bussière-Poitevine, Oradour-Saint-Genest és Saint-Sornin-la-Marche községekkel határos.

## Népesség
A település népességének változása:
| Lakosok száma | 387  | 385  | 390  | 378  | 377  |
|               | 2013 | 2015 | 2016 | 2017 | 2018 |